# خانه سرخه‌ای
خانه سرخه‌ای مربوط به دوره قاجار است و در تبریز، خیابان ثقةالاسلام، نرسیده به درب قدیمی سرخاب قاپوسی واقع شده و این اثر در تاریخ ۱۹ مرداد ۱۳۷۹ با شمارهٔ ثبت ۲۷۷۹ به‌عنوان یکی از آثار ملی ایران به ثبت رسیده است. خانه سرخه‌ای که در نیمه دوم حکومت قاجارها ساخته شده، در آذربایجان شرقی و در شهر تبریز قرار دارد. این خانه در دو طبقه ساخته شده و متعلق به میرزامهدی فراشباشی داماد مظفرالدین شاه بوده است. خانه سرخه‌ای دارای اندرونی و بیرونی است و هشتی اصلی آن در ضلع جنوبی قرار دارد و دسترسی به بخش اندرونی و حیاط آن از طریق حیاط بیرونی امکان‌پذیر است. اتاق‌های بخش اندرونی در اضلاع شمالی و جنوبی و شرقی و غربی حیاط اندرونی احداث شده است. بخش مرکزی و هسته اصلی مجموعه طنبی وسیع به ابعاد ۵/۹ در ۵ می‌باشد که مشرف به ایوان ستون‌دار و حیاط و باغچه بزرگ ضلع جنوبی است. در طرفین طنبی دسترسی‌های ایوان و در طرفین آن اتاق‌های کله‌ای (گوشوار) می‌باشد. کل ساختمان دارای زیرزمین و حوضخانه بزرگ است. در ضلع شمالی ساختمان حمام میرزامهدی قرار دارد. این حمام بعدها تفکیک شد و به دیگران واگذار شد. مهمترین عوامل تزیین در این خانه گچبری‌های متنوع در داخل و خارج ساختمان و انواع تزئینات چوبی و آیینه‌کاری‌های سقفی می‌باشد.